# Xavier Grau
Xavier Grau i Masip (Barcelona, 1951-ib., 30 de mayo de 2020) fue un pintor español.

## Biografía
Fue miembro del grupo pictórico Trama, que se creó a mediados de los años 1970 en torno a la revista del mismo nombre, junto a José Manuel Broto, Gonzalo Tena y Javier Rubio, que desarrolló una importante actividad mediante exposiciones y escritos.
Grau realizó su primera exposición individual en 1979, en la galería Buades de Madrid. Está considerado uno de los principales pintores catalanes de su generación, dentro de la vertiente abstracta, con el carácter distintivo del expresionismo abstracto, fuente de poder expresivo y honestidad emocional. Juan Manuel Bonet, exdirector del Museo Reina Sofía y crítico de arte, definió la obra de Grau como «llena de ecos de otras pinturas en las que a veces reina el caos y súbitamente se hace la luz y todo se ordena».
Su obra puede verse, entre otras colecciones, en la Fundación Juan March, el Instituto Valenciano de Arte Moderno (IVAM), el Museo de Arte Contemporáneo de Barcelona (MACBA), el Museo de Arte Abstracto Español de Cuenca, la Colección de Arte Contemporáneo, de la Fundación La Caixa, y el Museo Nacional Centro de Arte Reina Sofía.